# Mairead Maguire
Mairead Corrigan Maguire (født Mairéad Corrigan 27. januar 1944) er en nordirsk fredsforkæmper. Sammen med Betty Williams og Ciaran McKeown grundlagde hun Kvinder for Fred (Women for Peace), senere ændret til Fællesskab for Fred Folk (Community for Peace People), en organisation dedikeret til opmuntring til en fredelig løsning på konflikten i Nordirland.
Hun blev tildelt Nobels fredspris i 1976 sammen med Betty Williams for dette arbejde.